# Hotelul Bertram
Hotelul Bertram (în engleză At Bertram's Hotel) este un roman polițist scris de către scriitoarea britanică Agatha Christie. Face parte din seria Miss Marple. A fost publicată în Marea Britanie de către Collins Crime Club pe data de 15 noiembrie 1965 și în Statele Unite ale Americii de către Dodd, Mead and Company anul ce a urmat. Detectivul este Miss Marple.

## Traduceri în română
- Editura Art, 2010
- Editura Rao, 2010